# Újezdec (okres Uherské Hradiště)
Obec Újezdec se nachází v okrese Uherské Hradiště ve Zlínském kraji. Žije zde 264 obyvatel. Nachází se nedaleko Buchlovic v blízkosti obce Medlovice. Sousedící obcemi jsou Medlovice, Hostějov, Syrovín a Vážany.

## Historie
První písemná zmínka o obci pochází z roku 1437, kdy ji získal rod Jana Kužele z Žeravic. Obec koupil v roce 1595 Jiří Zikmund Prakšický ze Zástřizl a na Buchlově a obec se tak stala částí buchlovského panství.

## Pamětihodnosti
- Kaple svatého Petra a Pavla
- Pomníček padlému rumunskému vojákovi mezi 2 kříži
- Kříž v polích

## Galerie

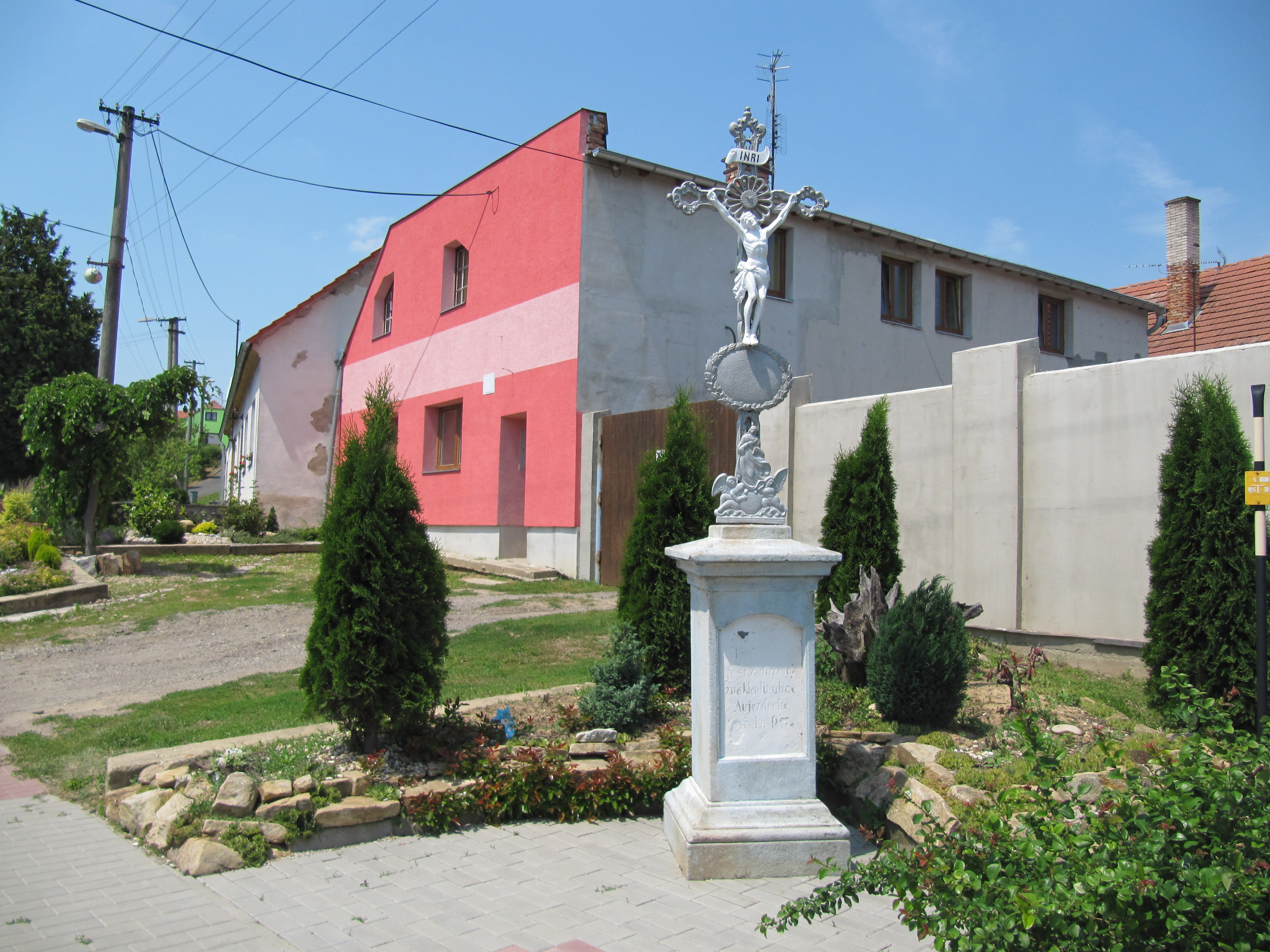
Kříž
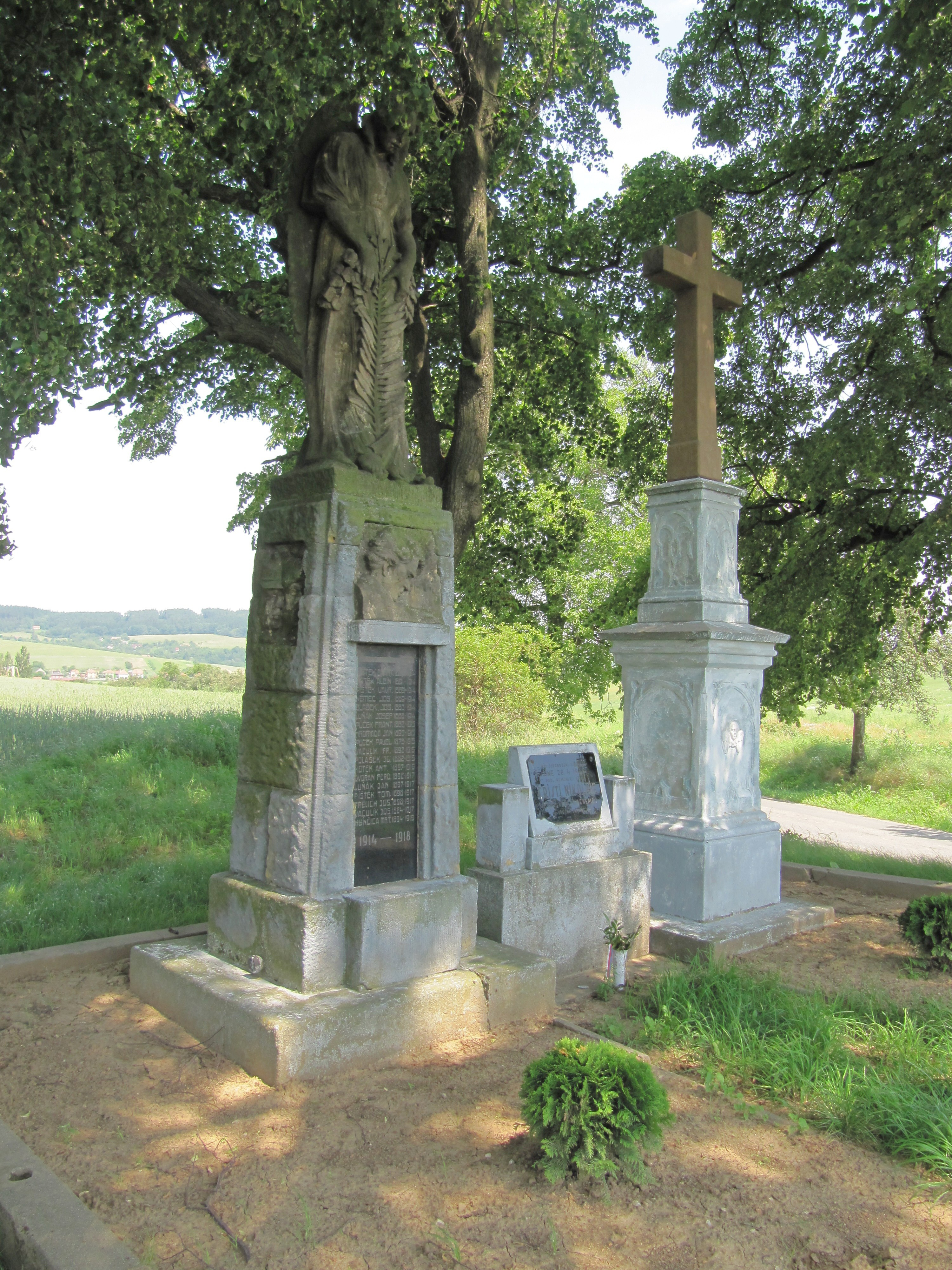
Pomníček padlému rumunskému vojákovi
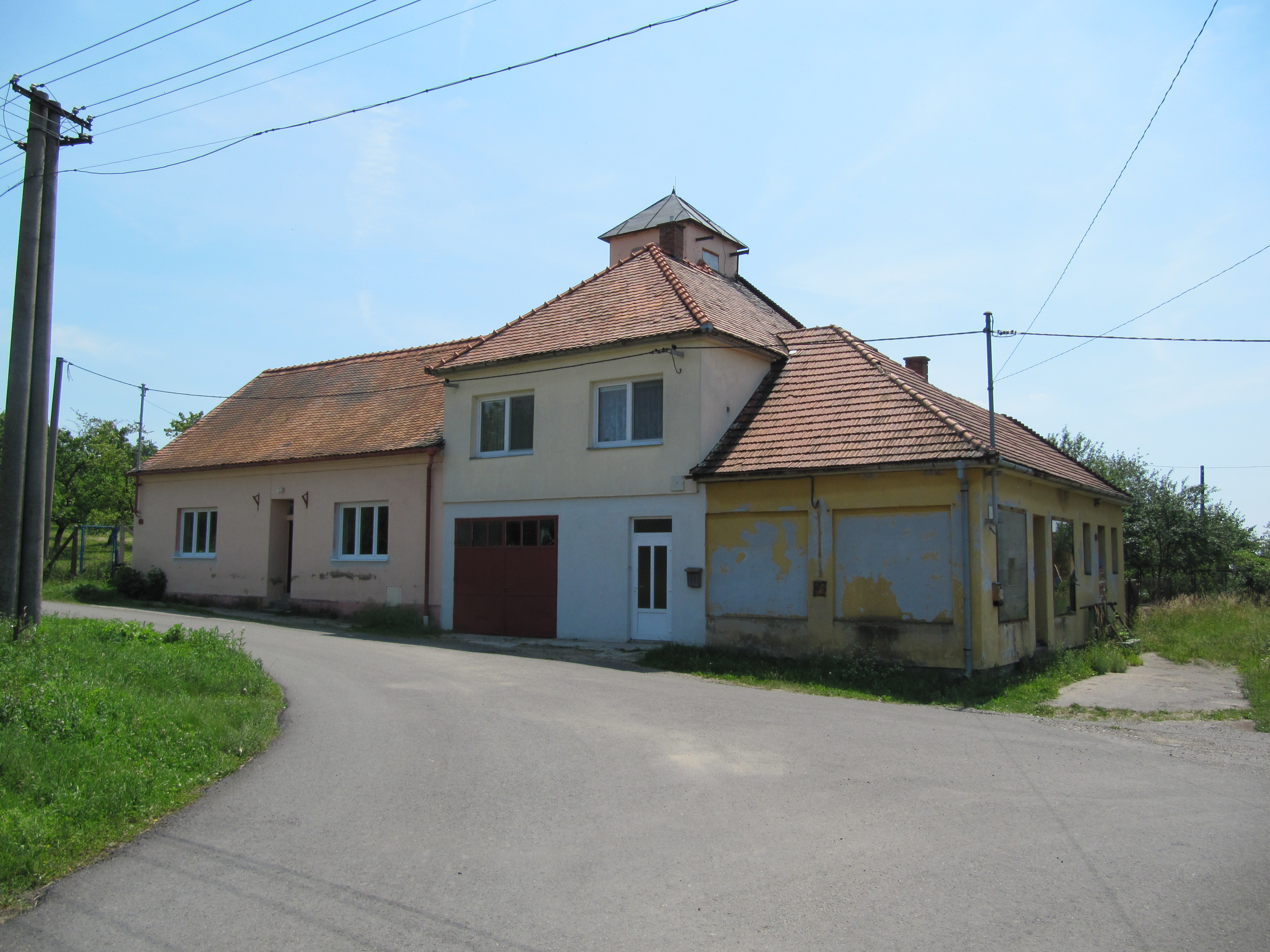
Dům č. p. 77
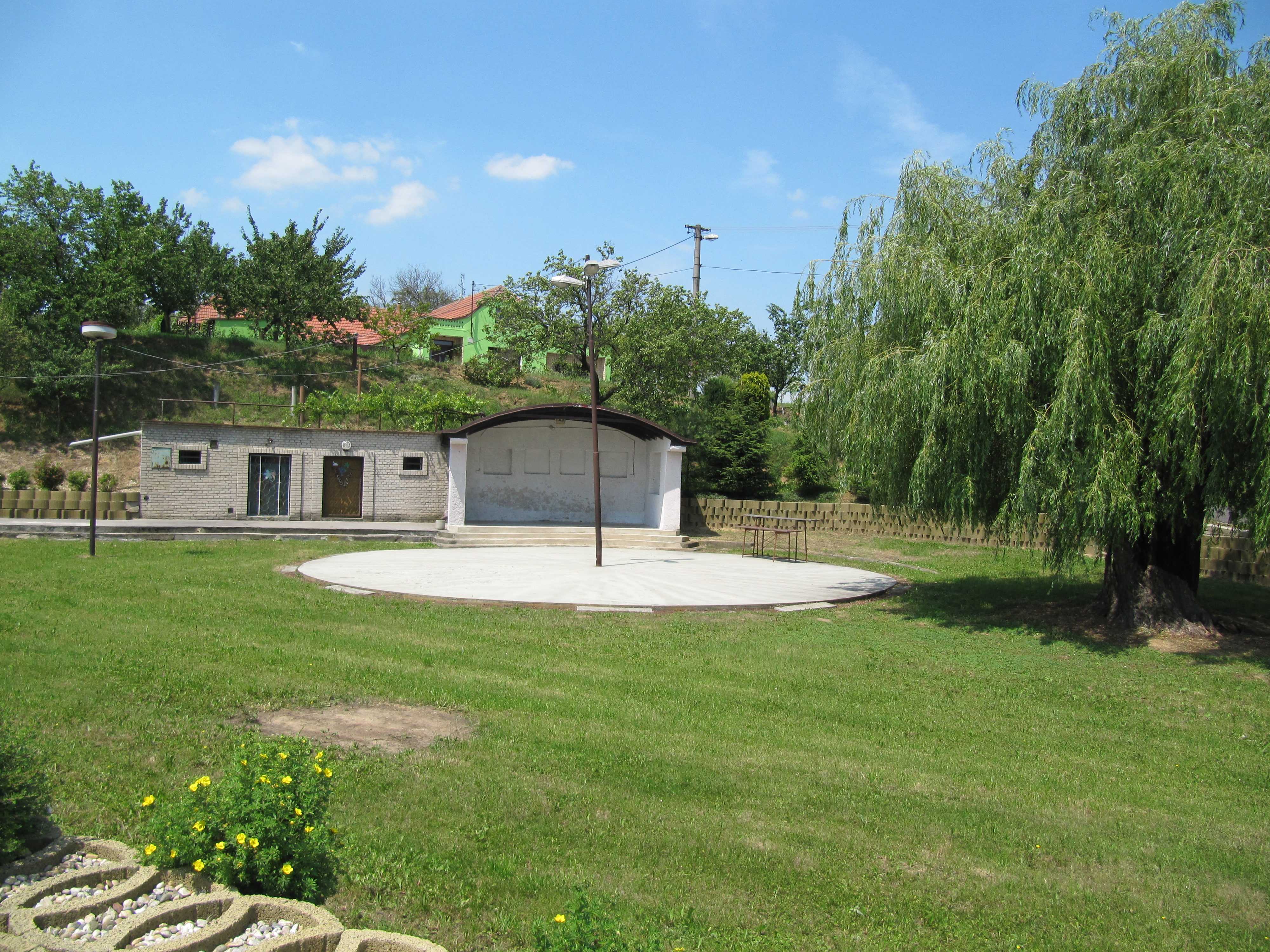
Společenský areál